# Trichordestra beanii
Trichordestra beanii är en fjärilsart som beskrevs av Augustus Radcliffe Grote 1877. Trichordestra beanii ingår i släktet Trichordestra och familjen nattflyn. Inga underarter finns listade i Catalogue of Life.